# Museu Egipci de Torí
El Museu de les Antiguitats Egípcies de Torí (en italià Museo delle Antichità Egizie di Torino), conegut simplement com el Museu Egipci (Museo Egizio), es considera, pel valor dels objectes que conté, el més important del món després del del Caire, i és el més important d'Itàlia, seguit del de Florència. Està situat a la Via dell'Accademia delle Scienze, núm. 6, de la capital piemontesa, dins l'històric Palau de l'Acadèmia de Ciències, seu de l'homònima Acadèmia i també de la Galleria Sabauda (pinacoteca que allotja la col·lecció dels Savoia), bastit el segle xvii per l'arquitecte Guarino Guarini. El 2008 va rebre 510.952 visites.

## Història
Fou fundat el 1824 per Carles Fèlix de Savoia, que va adquirir la Col·lecció Drovetti, composta per les troballes arqueològiques de Bernardino Drovetti, cònsol francès a Egipte. Tot seguit fou ampliat amb els objectes procedents de les excavacions realitzades pel piemontès Ernesto Schiaparelli.
El museu, gestionat tradicionalment pel Ministeri de Cultura italià, fou privatitzat el 6 d'octubre del 2004 arran de la creació de la Fondazione Museo delle Antichità Egizie, nou ens gestor participat pels governs regional, provincial i municipal i dues fundacions bancàries.
L'edifici fou remodelat en ocasió dels Jocs Olímpics d'hivern del 2006; l'actuació sobre les sales principals va comptar amb la participació de l'escenògraf Dante Ferretti, que amb un interessant joc de llums i miralls ajudà a ressaltar les estàtues més monumentals i impressionants de la col·lecció del museu.

## Col·lecció
El fons del museu compta amb vora de 30.000 peces d'art egipci que cobreixen el període que va del Paleolític a l'època ptolemaica. Els més importants són:
- la tomba intacta de Kha i Merit (dinastia XVIII), l'arquitecte del faraó Amenhotep III i la seva dona, provinent de Deir al-Madinah;
- el temple rupestre d'Ellesiya, fet excavar per Tuthmosis III, de la dinastia XVIII;
- el Cànon Reial, conegut com el Papir de Torí, una de les fonts més importants per datar la cronologia dels sobirans egipcis;
- la Taula d'Isis, que els Savoia obtenen dels Gonzaga al segle xvii;
- la tela pintada de Gebelein;
- els relleus de Djoser;
- les estàtues de les deesses Isis i Sekhmet i la de Ramsès II descobertes al Temple de Mut a Karnak;
- el papir amb el mapa de les mines d'or de Wadi Hammamat.

Sarcòfag d'Amenofis II
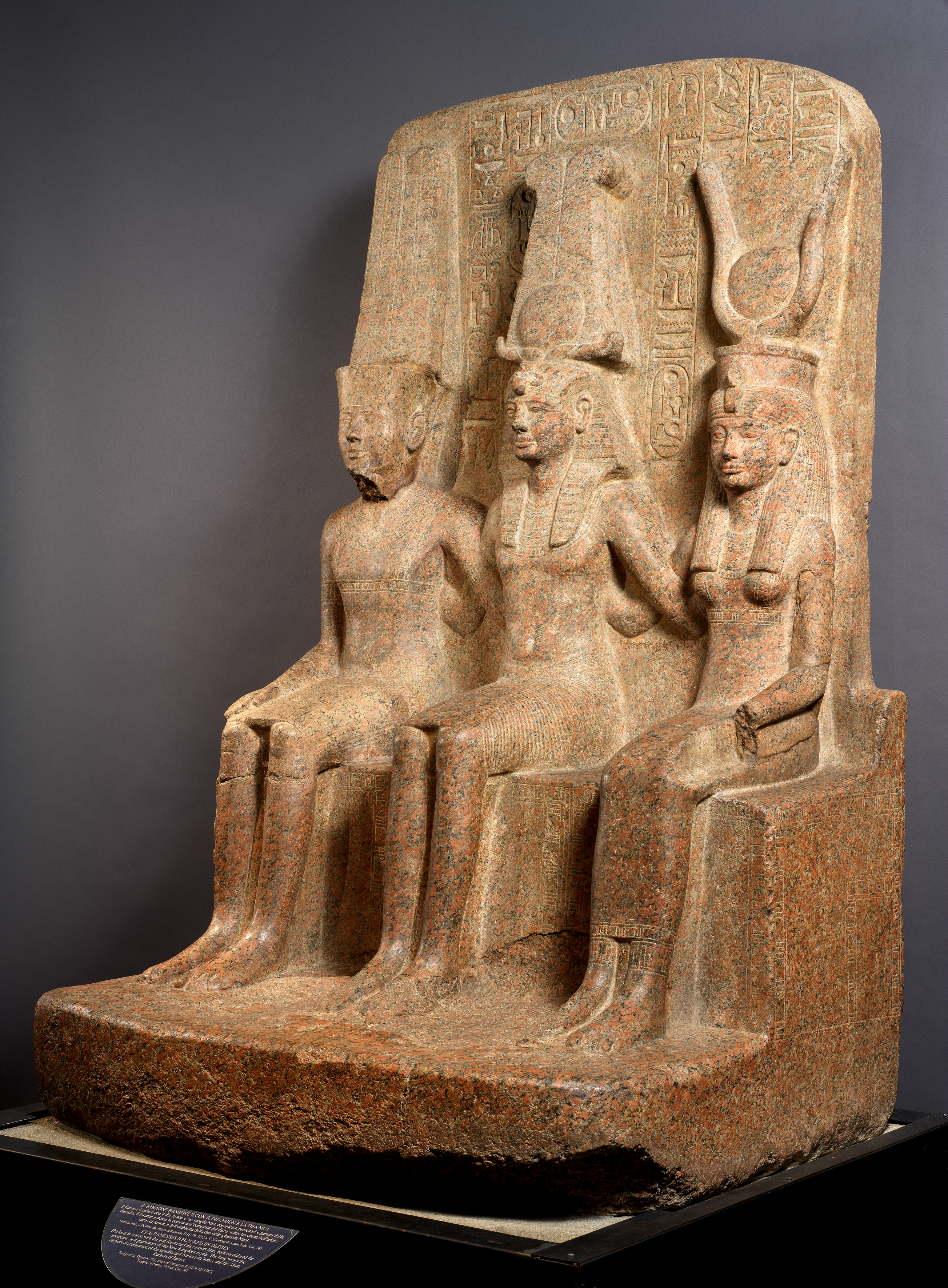
Estàtua de Ramsès II amb Amon i Hathor
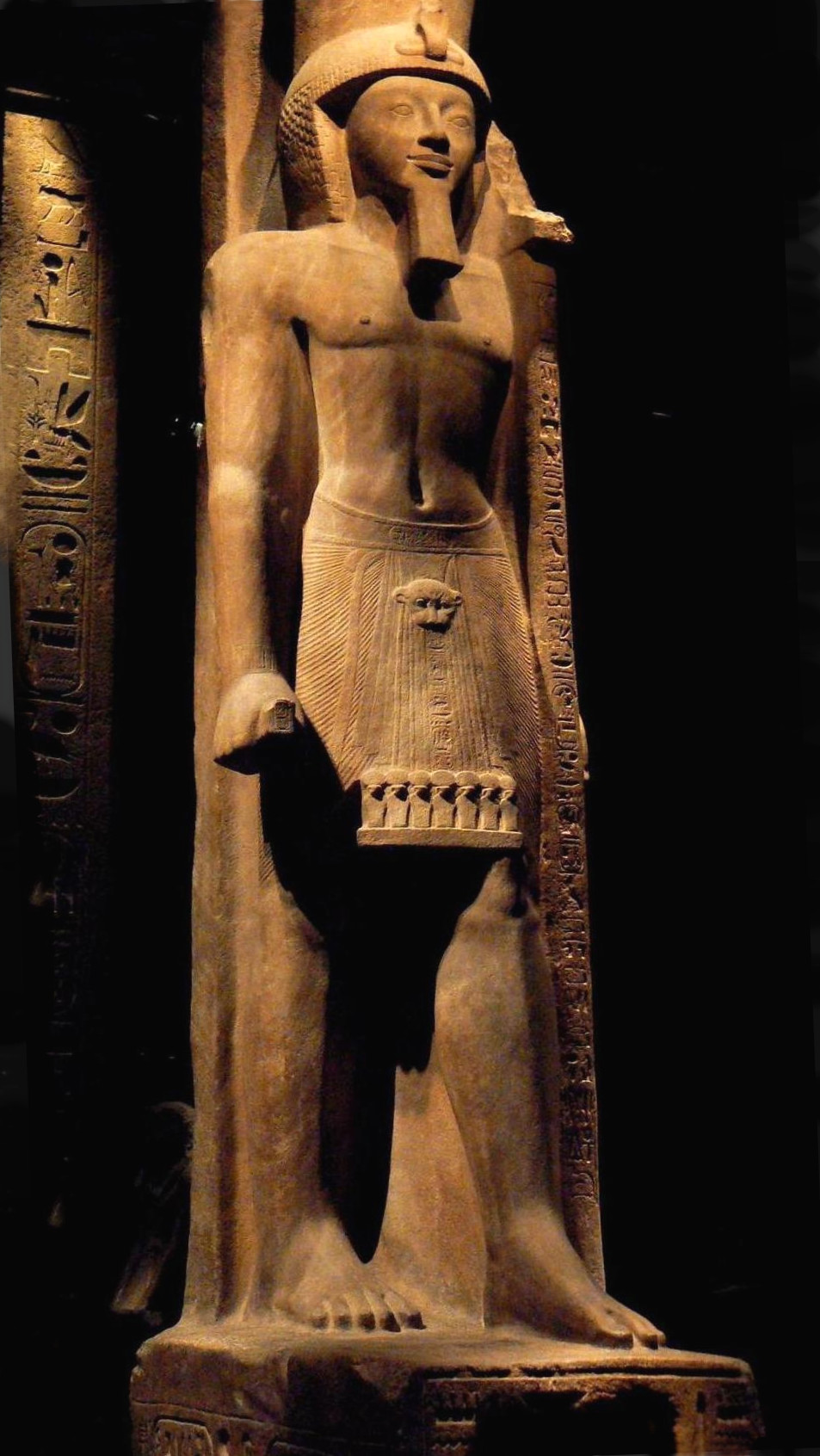
Estàtua de Seti II
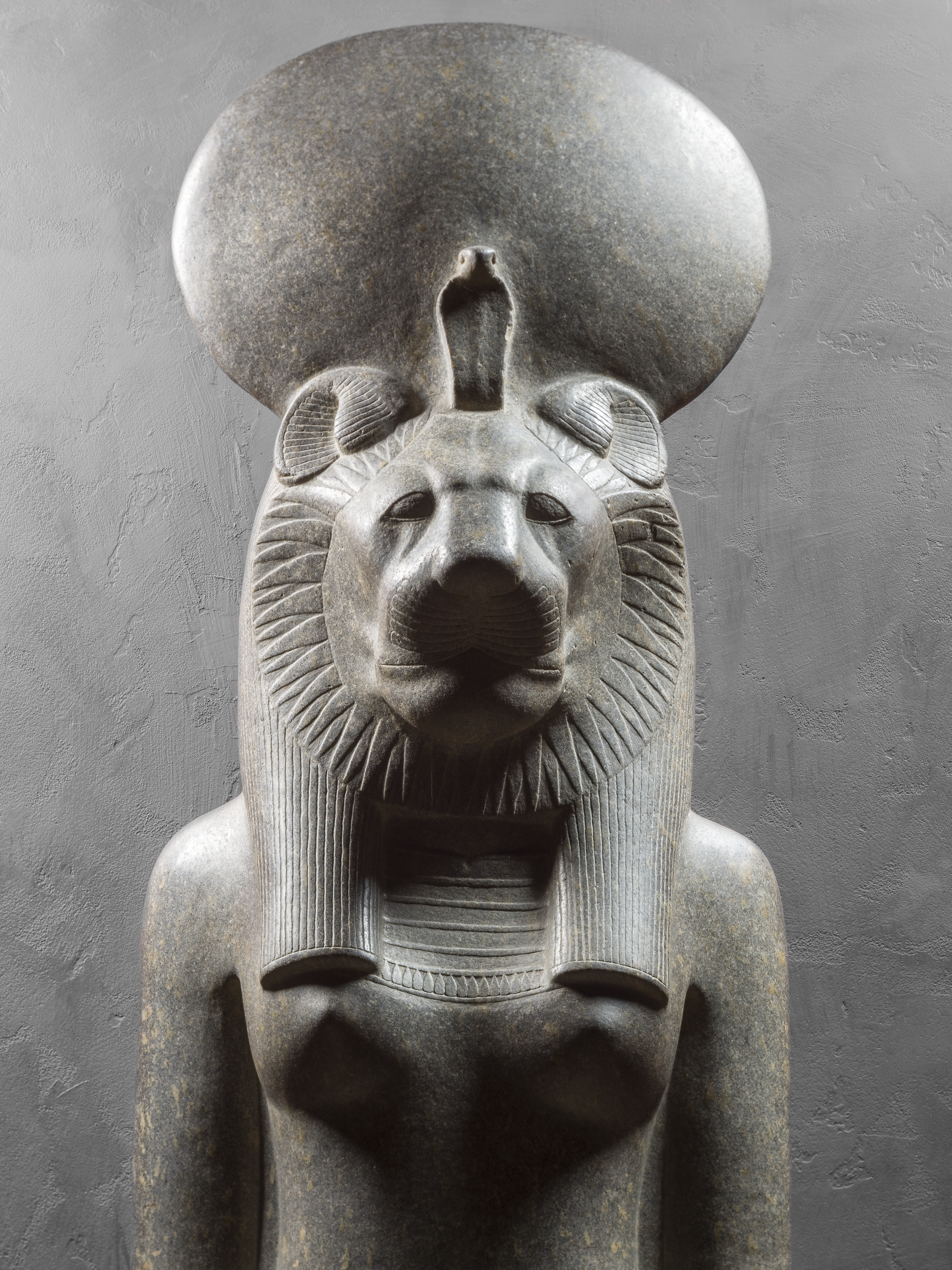
Estàtua de Sekhmet
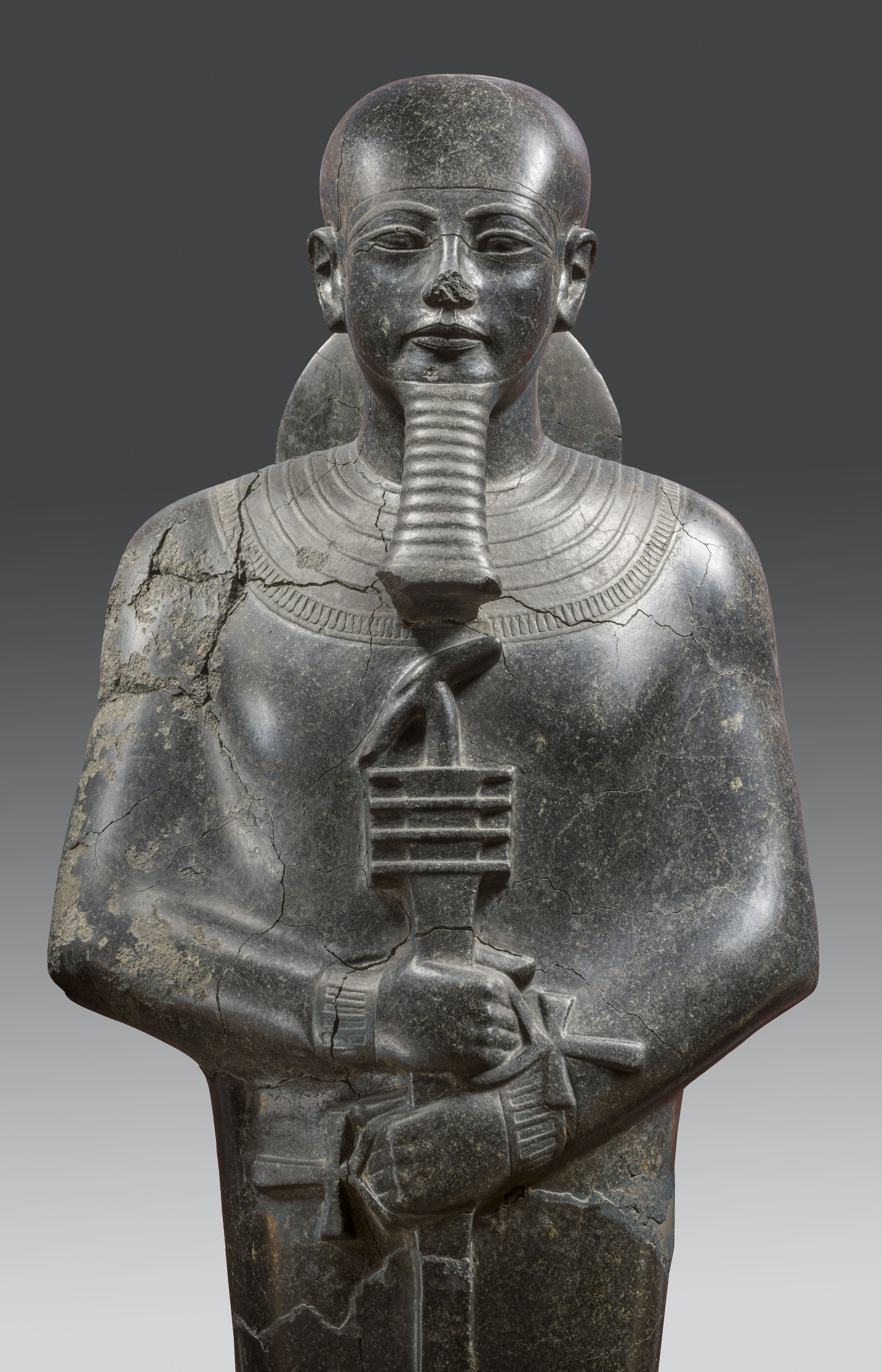
Estàtua de Ptah
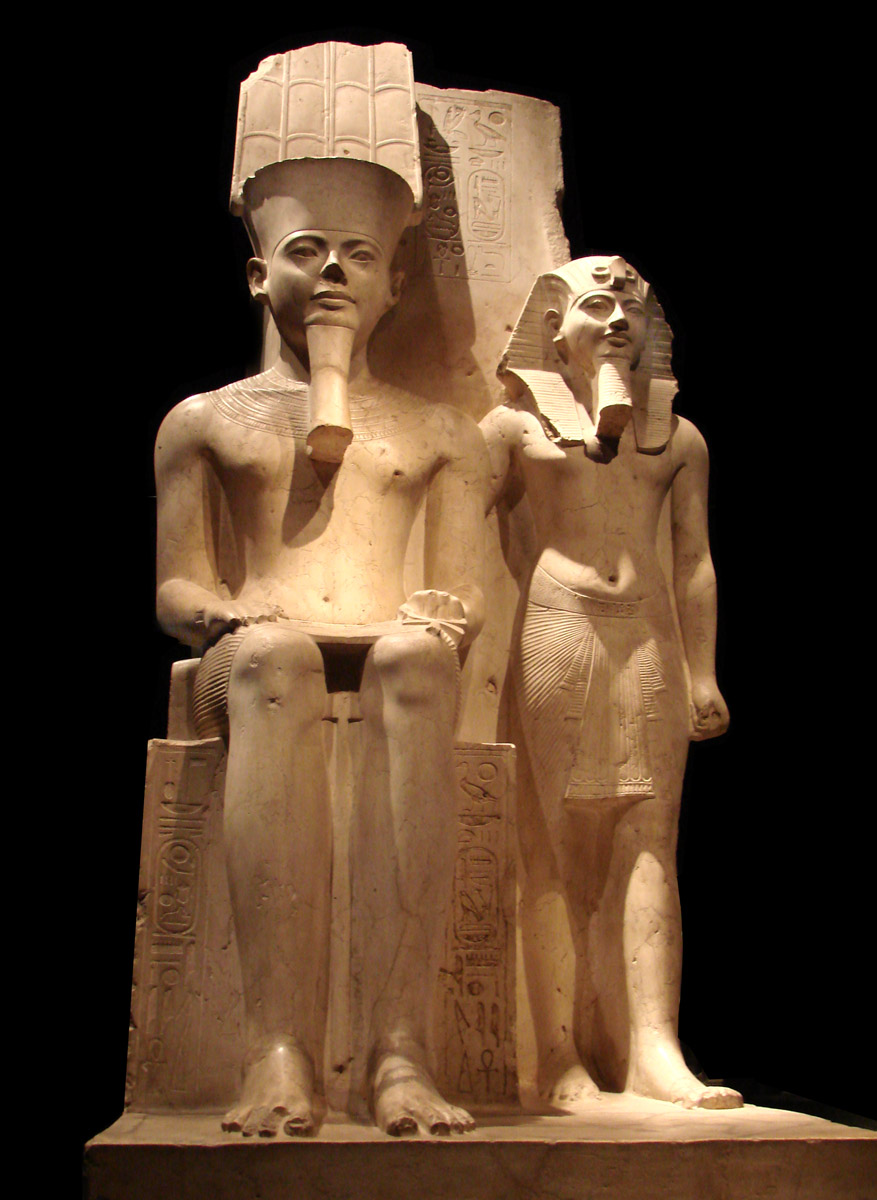
Estàtua de Horemheb amb Amon
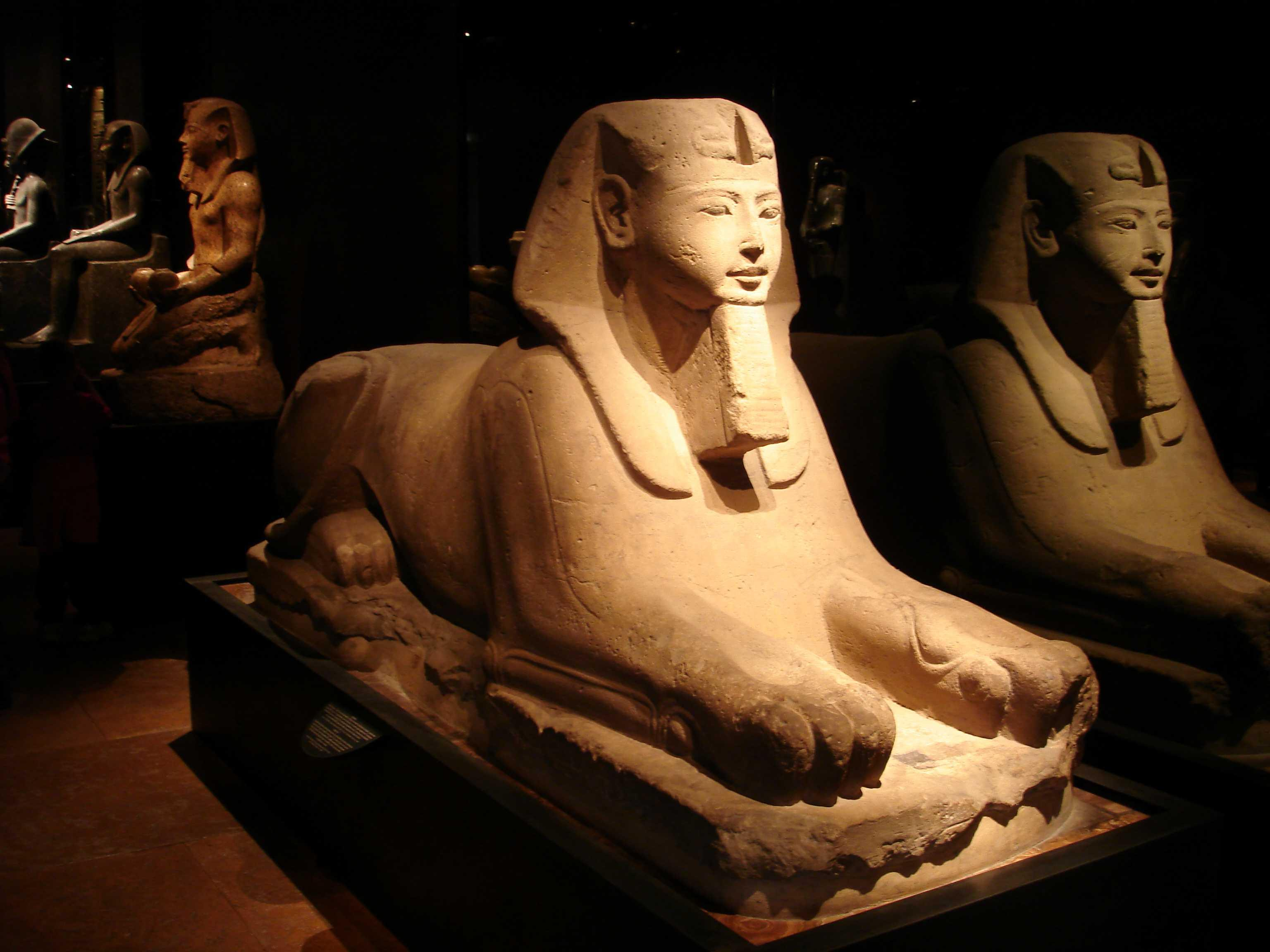
L'Esfinx
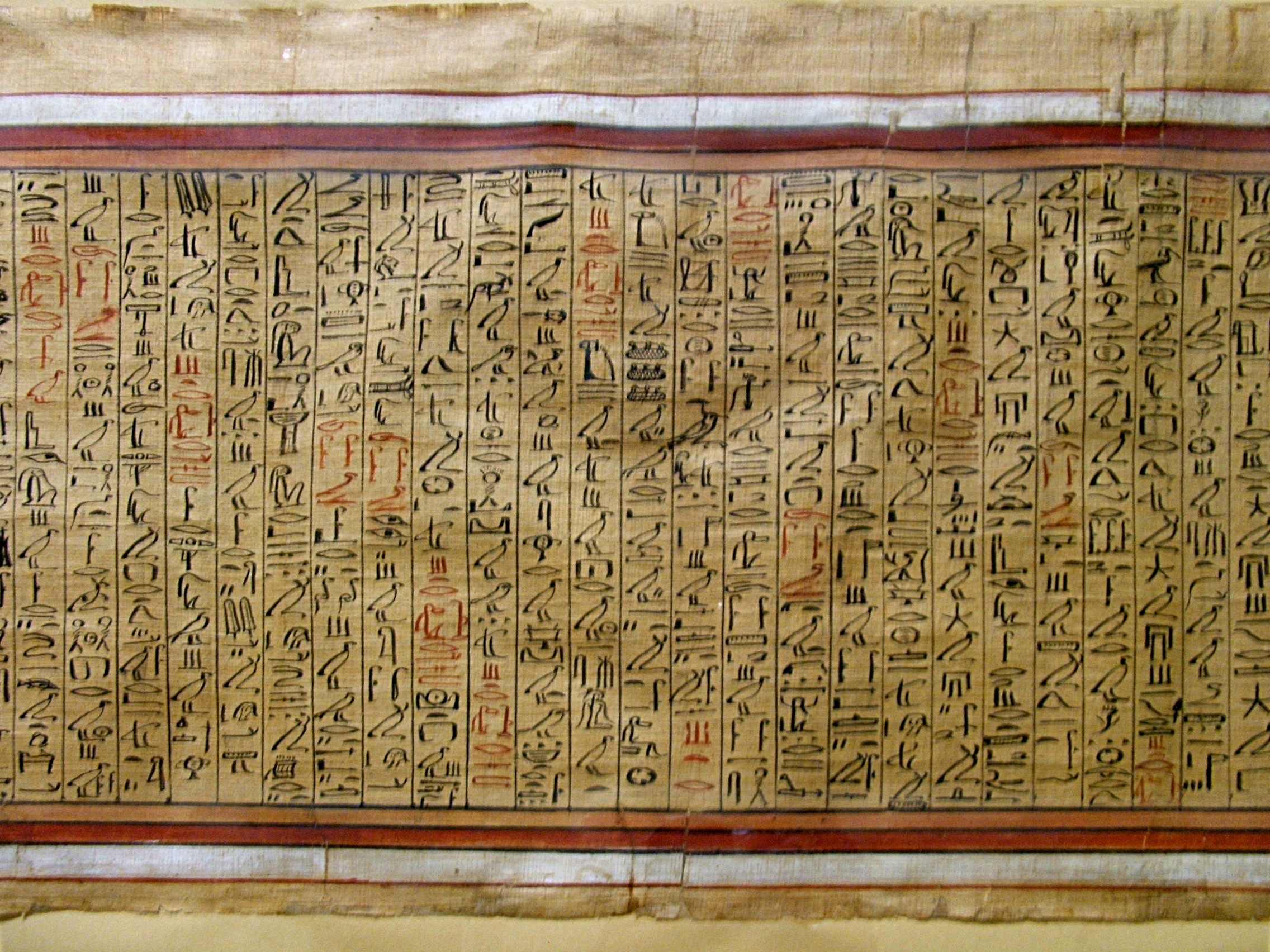
Un papir
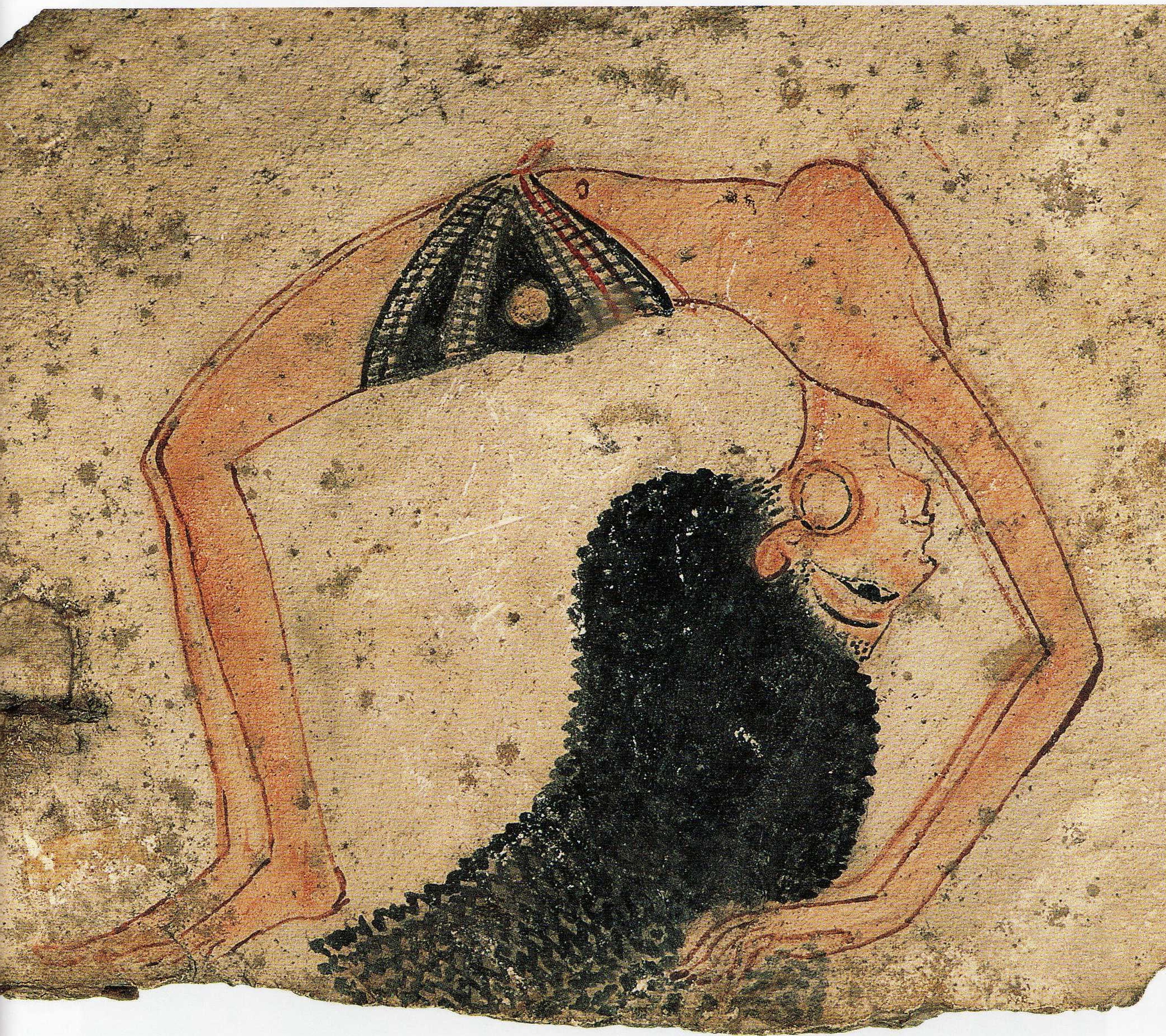
Dansarina en un papir de Tebes
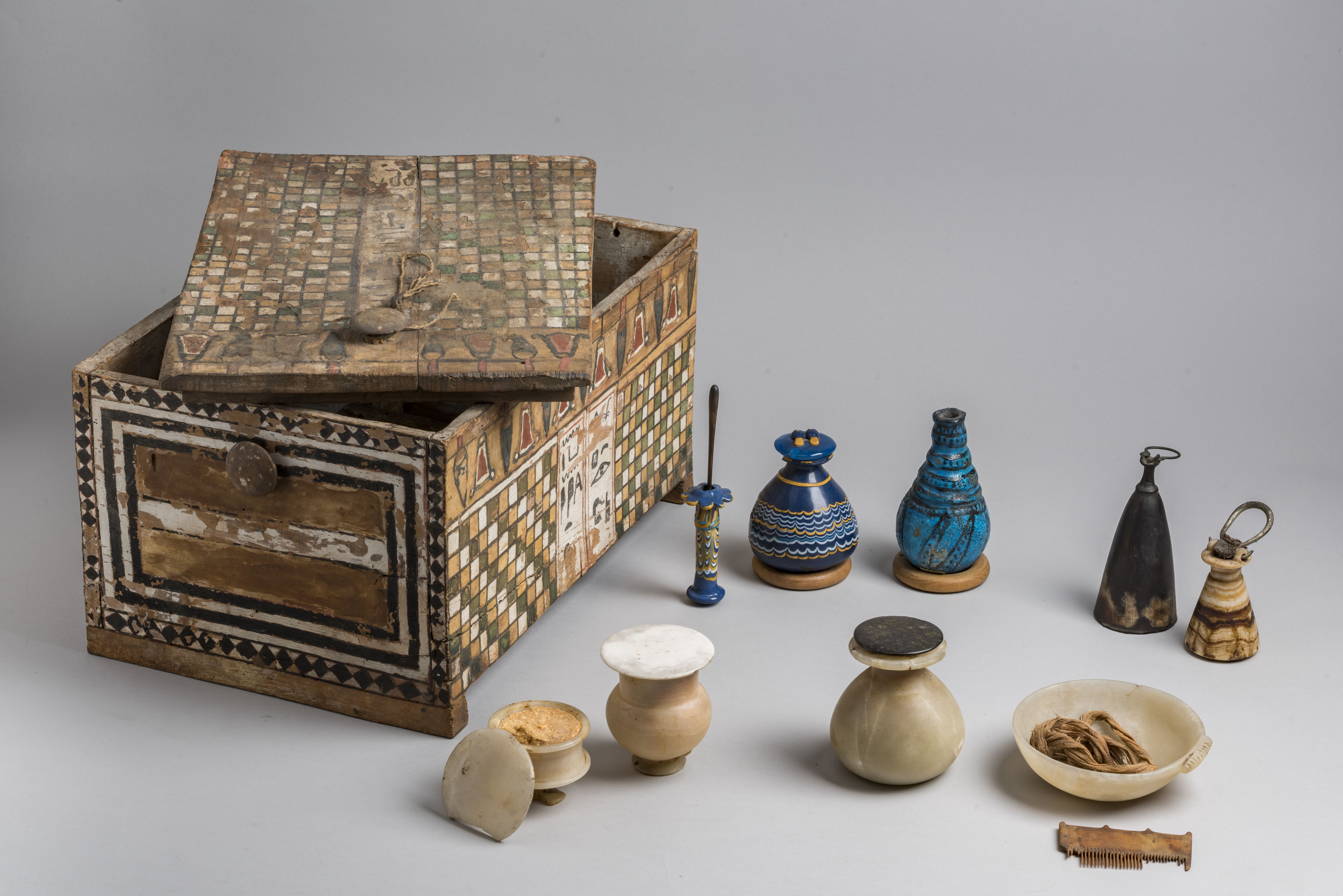
Objectes de la tomba de Kha
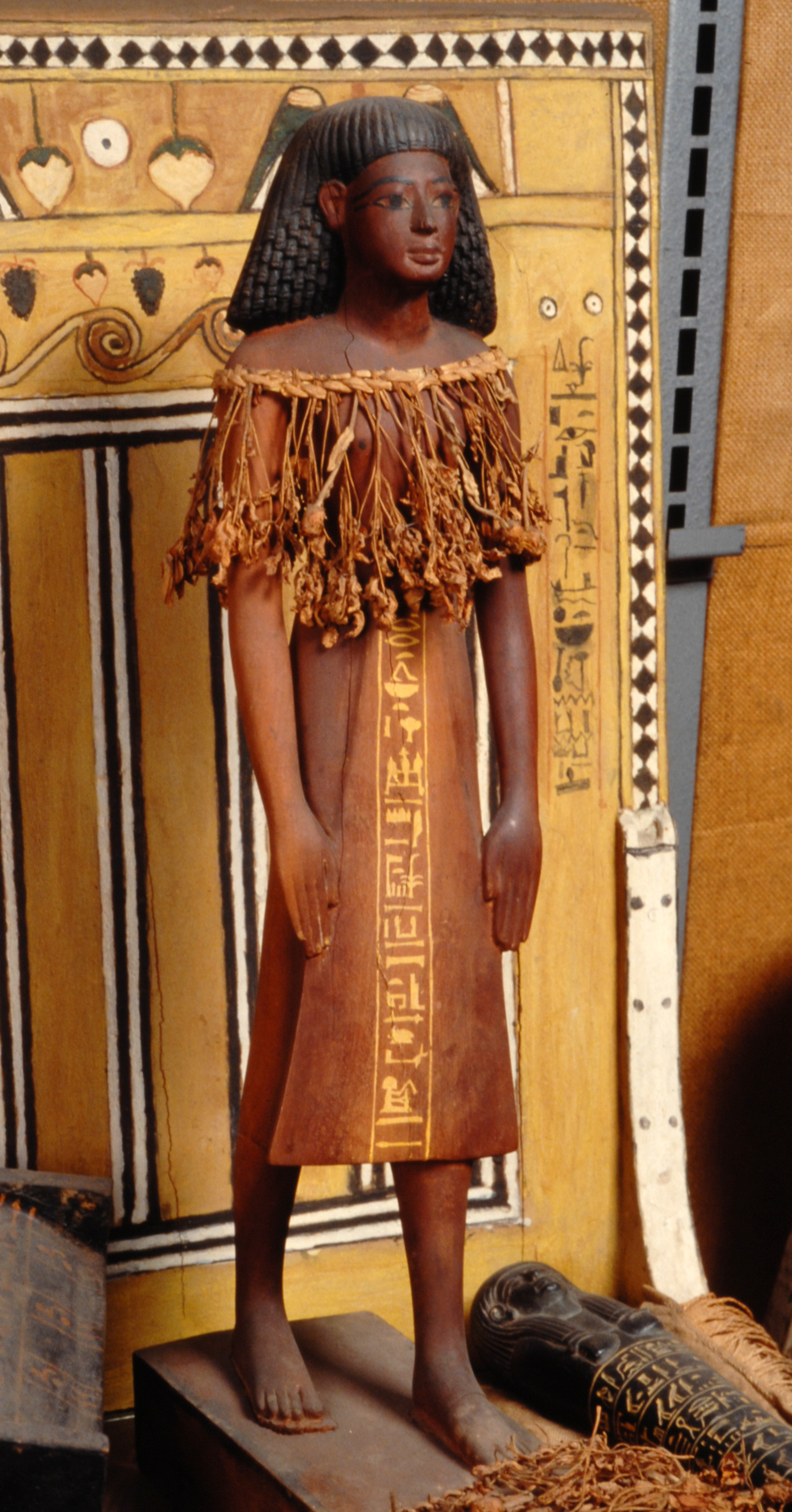
Estatueta de Kha